# Ro'im Rachok
Ro'im Rachok (hébreu : רואים רחוק, « voir loin » / « regarder devant soi ») est une unité de renseignement[Information douteuse] de l'Armée de défense d'Israël, qui recrute spécifiquement des adolescents sur le spectre de l'autisme pour analyser des photographies aériennes et satellitaires. L'unité est souvent désignée sous le nom d'« Unité 9900 ». Le programme compte environ 50 personnes.

## Histoire
Ro'im Rachok est créé en 2012 par deux agents du Mossad, après qu'ils ont constaté que certaines personnes autistes passaient de longues heures à analyser des photographies de reconnaissance aérienne, et pouvaient être très compétentes, en remarquant d'infimes détails. En plus de ses avantages en termes militaires, le programme Ro'im Rachok comporte une dimension sociale. En effet, le service militaire en Israël est obligatoire pour tous les citoyens du pays, à l'exception[pas clair] des autistes, qui en sont exemptés. Cela constituait un obstacle à leur réalisation], car ce service militaire est une étape importante dans la société israélienne pour les jeunes personnes, à la fois symboliquement et professionnellement.
Les autorités militaires israéliennes portent une attention particulière aux personnes autistes à haut niveau de fonctionnement. Plutôt que de forcer les individus à rester enrôlés pour trois années habituelles, Ro'im Rachok leur donne la possibilité de s'enrôler un an au terme d'une formation de trois mois. Une fois enrôlés, les soldats autistes sont accompagnés par un thérapeute et un psychologue afin de les aider à s'adapter à certaines barrières sociales que leurs commandants et collègues peuvent rencontrer.
Le programme aide les jeunes adultes autistes à préparer leur avenir en les formant à gérer les situations difficiles liées à leur vie civile, comme l'utilisation des transports en commun. L'unité aide également à préparer les gens à des carrières futures dans les domaines technologiques. L'unité 9900 vise à utiliser les compétences des personnes sur le spectre de l'autisme, ainsi qu'à mettre fin à la stigmatisation entourant l'autisme.